# Osterleuchter (Bazas)

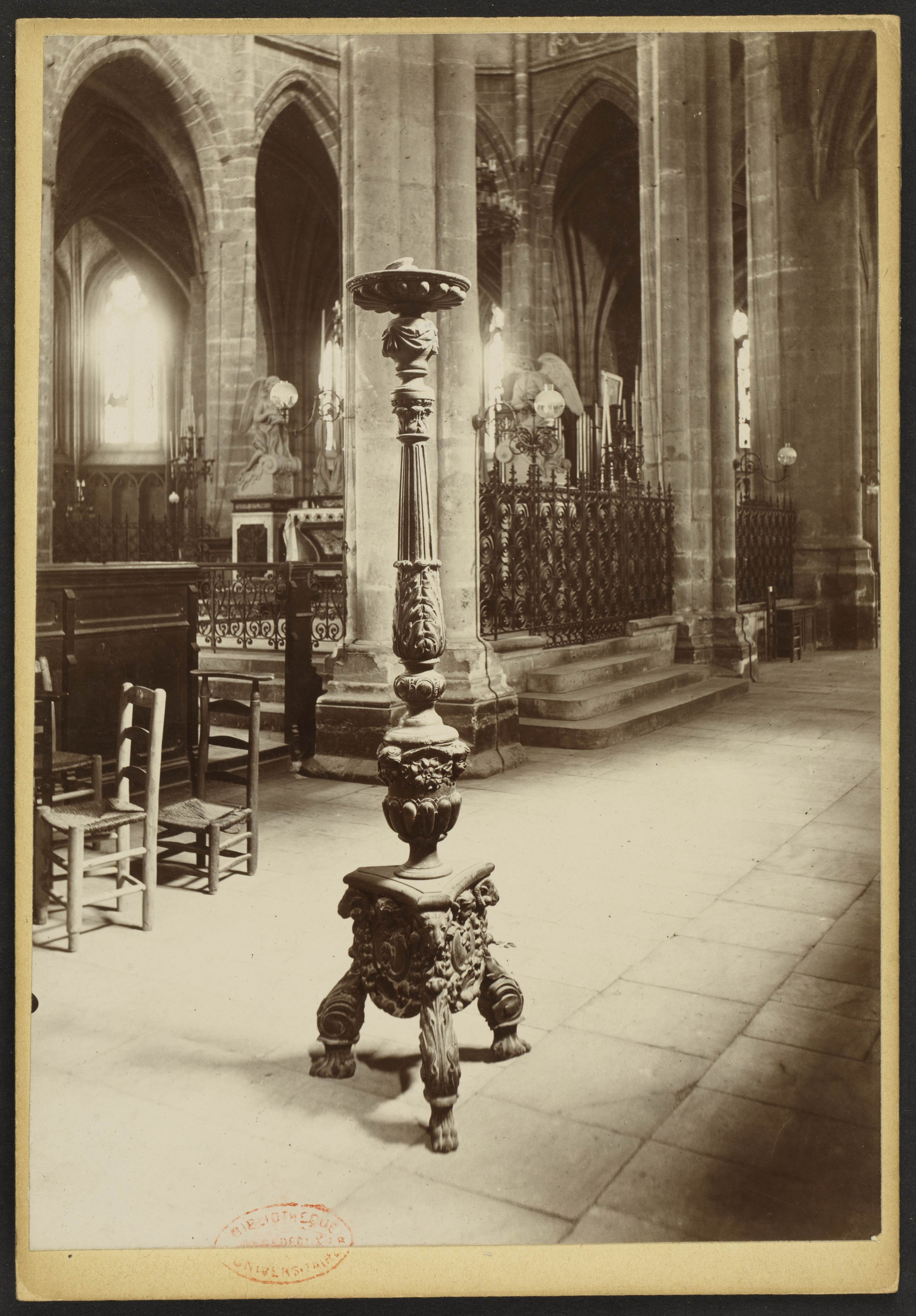
Osterleuchter in Bazas (Foto von Jean-Auguste Brutails, um 1900)

Der Osterleuchter in der ehemaligen Kathedrale St-Jean-Baptiste in Bazas, einer südfranzösischen Kleinstadt im Département Gironde der Region Nouvelle-Aquitaine, wurde im 17. Jahrhundert geschaffen. Im Jahr 1908 wurde der barocke Osterleuchter als Monument historique in die Liste der denkmalgeschützten Objekte (Base Palissy) in Frankreich aufgenommen.

## Beschreibung
Der Osterleuchter aus Nussbaumholz ist 2,25 Meter hoch und steht auf drei Füßen. Auf einer dreieckigen Konsole erhebt sich eine nach oben sich verjüngende, z. T. mit Kannelüren versehene Säule, die als Abschluss den Kerzenteller trägt. Alle Teile sind reich mit Schnitzreliefs verziert.